# Григоровка (Часовоярская городская община)
Григо́ровка (укр. Григорівка) — село в Часовоярской городской общине Бахмутского района Донецкой области Украины. С 10 сентября 2024 года захвачен ВС РФ.
Население по переписи 2001 года составляло 92 человека, а по данным 2019 года — 74 человека.